# Sjutjärnarna (Aspås socken, Jämtland)
Sjutjärnarna är en sjö i Krokoms kommun i Jämtland och ingår i Indalsälvens huvudavrinningsområde.